# Juan Tafures
Juan Tafures o Tafurer (muerto después de 1477) fue un aventurero catalán a mediados del siglo XV.
Dueño de un barco mercante, Tafures desembarcó en Larnaca, Chipre, en julio de 1457 cuando Jacobo de Lusignan, hijo bastardo de Juan II de Chipre y arzobispo de Nicosia, huía de su padre, porque había asesinado al chambelán real. Juan le llevó en barco a Rodas. Juan luego se unió a él, ahora privado del arzobispado, en su lucha contra Carlota por el trono de Chipre. Ellos reconquistaron la isla en septiembre de 1460.
Íntimo del nuevo rey, Tafures se convirtió en jefe de la casa real y el capitán de Famagusta. En 1469, Jacobo III lo nombró Conde de Trípoli, una dignidad titular, ya que Trípoli permanecía desde mucho a los turcos. Este es último título que aparece en 1473 ejecutando la voluntad del rey.
Bajo el reinado de la sucesora de Jacobo, Caterina Cornaro, Tafures lideró una violenta revuelta contra Venecia donde murieron el tío y el sobrino de la reina. Logró escapar de la represión, pero su familia fue llevada a Venecia (1477). Después de esa fecha, no se encuentra ningún registros de él.